# Типовое проектирование
Типовое проектирование — разработка однотипных проектов зданий, конструкций, сооружений, деталей и других изделий, предназначенных для серийного строительства или производства.
Проект повторного применения, типовой проект (англ. replication) — строительство копии существующего здания.
Система разработки (в основном) строительных проектов предназначены для многократной реализации в последующем строительстве. Технология применяется в частности в строительстве жилых, промышленных зданий и массовых типов общественных зданий.
В настоящее время в России используются термины: проектная документация повторного использования и модифицированная проектная документация. С 1 сентября 2016 года вся документация, которая изготовлена по заказу государства либо государственных компаний, является исключительной собственностью заказчика.
Применение проектной документации повторного использования обязательно для государственных и муниципальных заказчиков, за исключением случаев отсутствия такой документации или строительства особо опасных, технически сложных объектов и работ по сохранению объектов культурного наследия.

## Типовое проектирование в Русском государстве и после

### До 1713 гг.
Типовые проекты — «образцовые», «примерные», «нормальные», «высочайшие апробированные». По ним велось строительство в чрезвычайно сжатые сроки отдельных сооружений, крепостей и даже целых городов. Ярким примером такого строительства стал Свияжск. Под руководством строителя Ивана Выродкова зимой 1550—1551 гг. около Углича было срублено 18 башен и 3 км стен, с объёмом леса около 21 тыс. м3, затем пронумерованный лес сплавили на 1000 км с лишним по Волге и в течение четырёх недель собрали из него городскую стену, причём в ходе строительства крепость была расширена вдвое за счёт подручных материалов. По типовому проекту в 1584 году были построены деревянные стены Архангельска. В 1591—1592 гг. возведена 16-километровая стена по Земляному валу Москвы, названная за быстроту строительства «Скородомом».

### 1713—1928 гг.
В 1714 году изданы альбомы типовых проектов Д. Трезини. В указе Петра I от 4 апреля 1714 г. говорится: «Каким манером домы строить… брать чертежи от архитектора Трезини». Это первое известное упоминание о внедрении в строительство прототипа «серии» типовых жилых домов. Серия Трезини представляла собой несколько проектов жилых домов в один и два этажа разных габаритов. Проекты были гравированы, напечатаны и в таком виде выдавались застройщикам. На каждом оттиске были нанесены габариты участка, план дома, фасад с воротами и краткое пояснение, в котором указывались размеры участка и дома.
При проектировании застройки Адмиралтейского острова в С. Петербурге, Переведенских слобод и Коломны планировалось использование однотипных зданий.

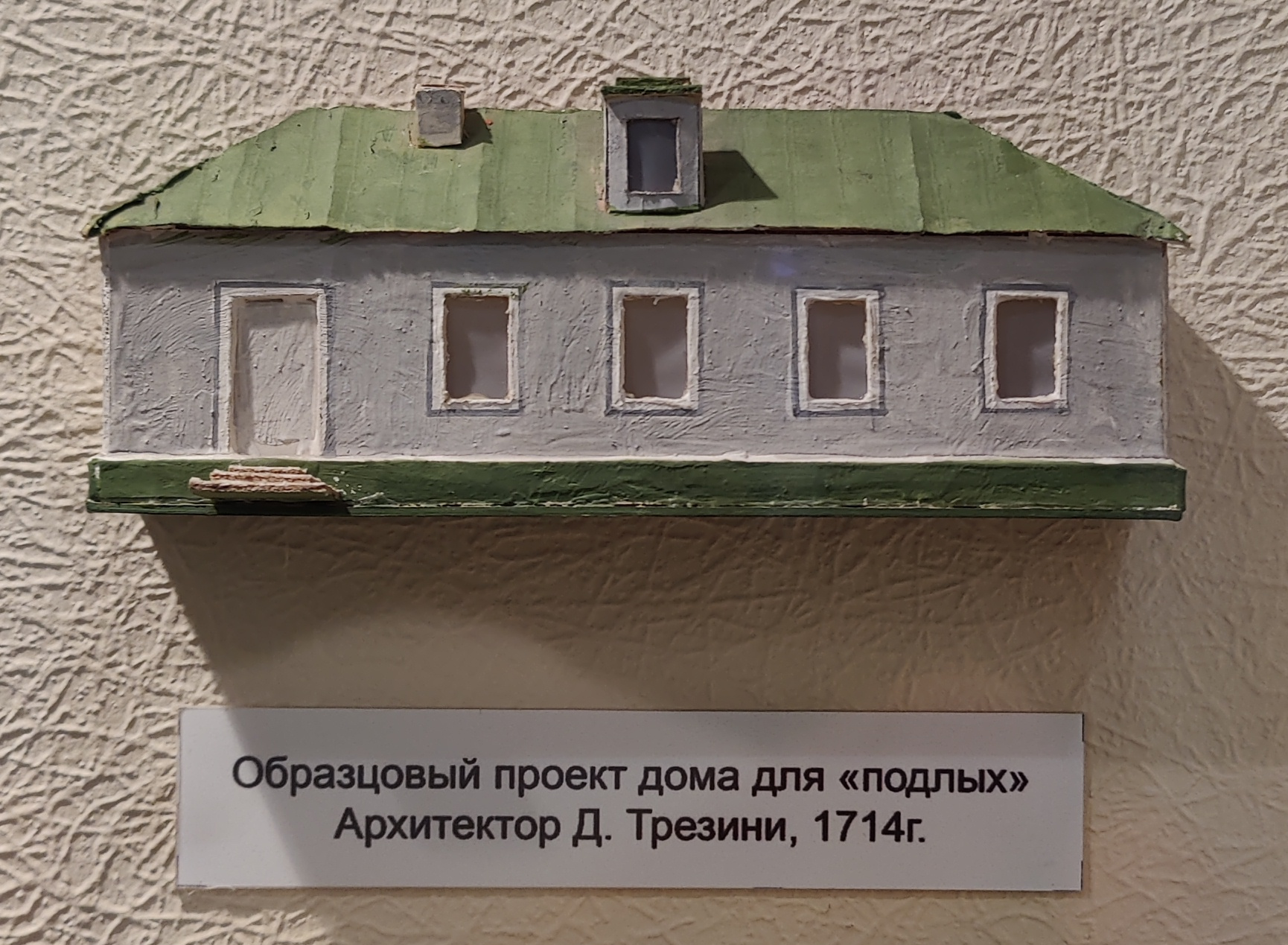
Образцовый проект дома для подлых
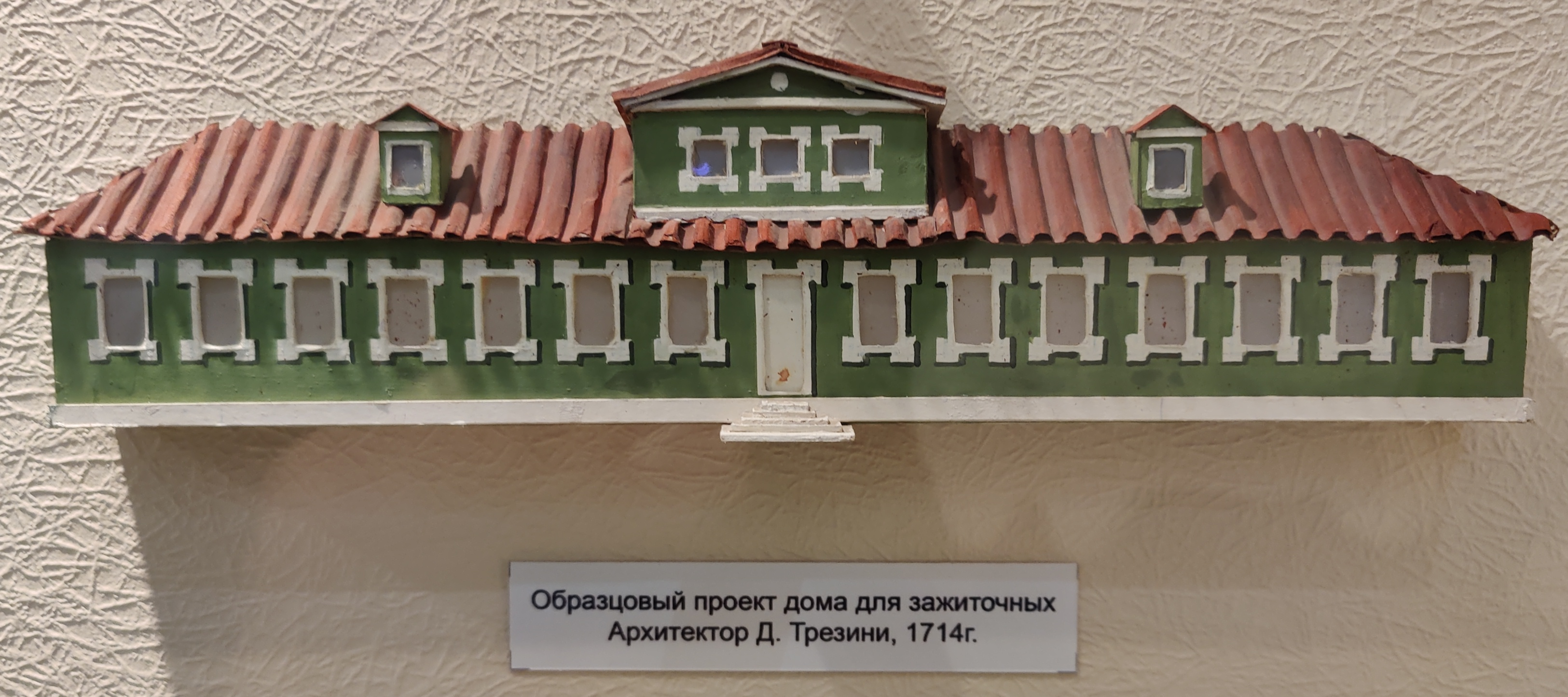
Образцовый проект дома для зажиточных
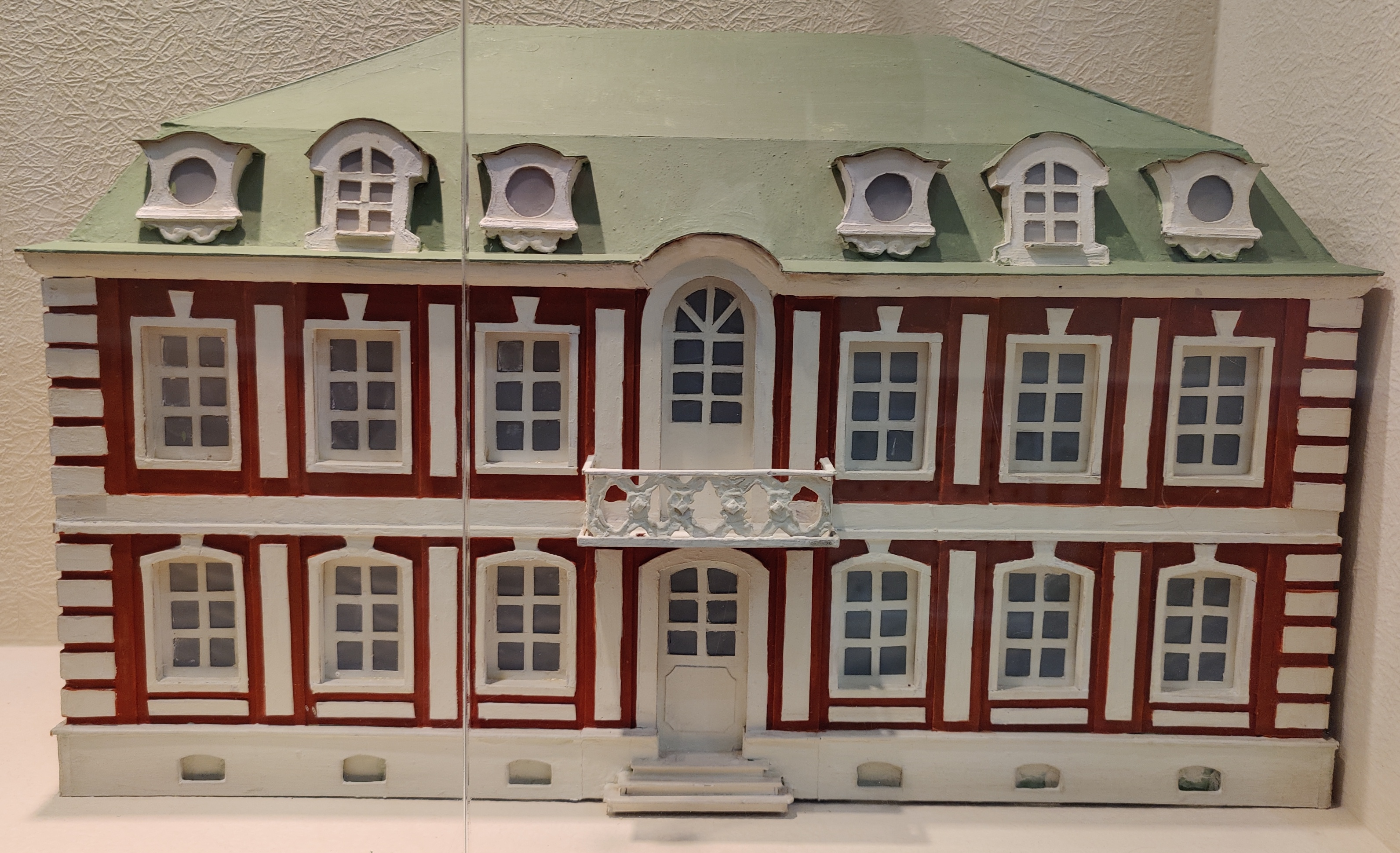
Образцовый проект дома для именитых

### XX век
В начале XX века потребность в типовых проектах сильно возросла. Особенно это касалось сферы промышленности и транспорта.
Проект Василеостровского трамвайного парка, возведённого с 1905 по 1908 годы в Петербурге, стал первым крупным типовым проектом в сфере городского транспортного хозяйства России.
Постановлением СНК СССР от 01 июня 1928 года «О мерах к упорядочению капитального строительства промышленности и электростроительства», в котором было указано на недопустимость дублирования однородной проектировочной работы многочисленными организациями и необходимости создания фонда типовых проектов. Постановлением от 26 декабря 1929 года «О мерах к оздоровлению строительства» было поручено организовать Центральную библиотеку чертежей. В продолжение данного постановления президиум ВСНХ СССР запретил всем проектным организациям приступать к проектированию объектов капитального строительства до получения справки о том, что аналогичного проекта в библиотеке не имеется. 30 апреля 1931 года вышел приказ ВСНХ СССР утвердивший первое Положение о Центральной библиотеке чертежей и литературы по строительству при Союзстрое ВСНХ СССР. Положением было установлено, что Центральная библиотека является научно-исследовательским учреждением, обслуживающим проектирующие, строящие, научно-исследовательские и другие организации по всей территории СССР. На библиотеку были возложены задачи по концентрации, систематизации, изучению и обработке всего опыта строительного проектирования, а также снабжению проектирующих организаций чертежами и другими материалами, освещающими имеющиеся наиболее рациональные решения данного объекта проектирования. В декабре 1953 года постановлением Совета Министров № 3012 от 25.12.1953 и приказом Госстроя № 290 от 31.12.1953 Центральная библиотека строительных проектов была реорганизована в Центральный институт типовых проектов. В период с 1955 по 1966 гг. были открыты филиалы ЦИТП: Киевский, Новосибирский, Свердловский, Минский, Казахский и Тбилисский. На начало 1991 года в системе ЦИТП работало более 6 тыс. человек. Общая номенклатура проектов, распространяемых всеми подразделениями ЦИТП превышала 15 тысяч единиц. На территории бывшего СССР более 85 % жилых и общественных и более 70 % производственных сооружений построены по типовым проектам. Применение типовых проектов способствовало развитию унифицированных технологий строительства и производства материалов.
При типовом проектировании руководствовались:
- СН 227-62 Инструкция по разработке типовых проектов для промышленного строительства;
- c 01.10.1970 по 31.12.1981 СН 227-70 Инструкция по типовому проектированию для промышленного строительства
- c 01.06.1982 по 31.12.2001 СН 227-82 Инструкция по типовому проектированию.

### С 1991 года
В 1991 году ЦИТП был реорганизован в ФГУП «ЦПП», а в 2008 г. в ОАО «ЦПП», Киевский филиал ЦИТП стал УКРТИППРОЕКТОМ, Минский филиал ЦИТП-МИНСКТИППРОЕКТОМ, Тбилисский и Казахский филиал ЦИТП прекратили своё существование.
В настоящее время крупнейшие фонды Типовой проектной документации расположены в России (ВЦИС, ЦПП), на Украине (Укртиппроект) и в Белоруссии (Минсктиппроект). Общее количество типовых проектов в фондах оценивается на уровне 28 тыс. единиц. С 2011 года ОАО «ЦПП» (Минрегион РФ) совместно с ООО «ВЦИС» руководствуясь Постановлением Правительства РФ от 27 сентября 2011 года № 791 «О формировании реестра типовой проектной документации и внесении изменений в некоторые постановления Правительства РФ» ведёт разработку современных типовых проектов.
В 2018 году ОАО «ЦИТП им. Г. К. Орджоникидзе» прекратил функционирование.

## Примеры

### В архитектуре
С 1953 по 1975 на Украине, в РСФСР и других республиках под руководством Иосифа Каракиса, совместно с коллективом сотрудников, было разработано свыше 40 типовых проектов общеобразовательных школ разной вместимости, школ-интернатов и музыкальных школ, по которым построено более четырёх тысяч зданий. К таким проектам относятся следующие:
| Номер проекта | Описание проекта | Года реализации                                           | Место постройки                                                                                  | Количество построенных зданий             |
| --- | --- | --------------------------------------------------------- | ------------------------------------------------------------------------------------------------ | ----------------------------------------- |
| ТП № 2-02-17, 2-02-19, 2-02-20, 2-02-24, 2-02-25.                                                                                     | Типовые проекты зданий школ на 280 и 400 учащихся                                                                                                  | 1953—1954 гг.                                             | Строительство осуществлялось главным образом в УССР, частично в РСФСР и других республиках СССР. | Всего построено свыше 600 зданий          |
| ТП № 2-02-73 — на 920 учащихся, ТП № 2-02-73/II — на 960 учащихся, ТП № 2-02-520 — на 520 учащихся, ТП № 2-02-560/8 — на 560 учащихся | Типовые проекты среднеобразовательных школ. Разработаны на основе конкурсного проекта, получившего на Всесоюзном конкурсе в 1956 г. первую премию. | 1957—1963 гг.                                             | Строительство осуществлялось главным образом в УССР, частично в РСФСР и других республиках СССР. | Всего построено свыше 3000 школ.          |
| ТП № 2-02-99, 2-02-240, 2-02-330 | Школы-интернаты на 240, 330, 660 воспитанников | разработка 1957—1958 гг., строительство — в 1958—1963 гг. |                                                                                                  | Построено около 250 зданий.               |
| ТП № 2-02-960 у, 2-02-964 у (1280—1320), 2-02-536 у, 2-02-320                                                                         | Серия типовых проектов одиннадцатилетних общеобразовательных школьных зданий,                                                                      | Разработка 1960—1961 гг. Строительство с 1961 г.          |                                                                                                  | Построено свыше 500 зданий (на 2002 год). |
| ТП № 2-02-960 у, 2-02-964 у (1280—1320), 2-02-536 у, 2-02-320                                                                         | Типовой проект музыкальной школы на 300 учащихся                                                                                                   | Разработка 1960 г. Строительство в 1961—1963 гг.          | Осуществлен в Чернигове, Днепропетровске, Полтаве и прочих городах в 1961—1963 гг.               |                                           |

### втехнике
- Телевизоры СССР: УЛПЦТ, УПИМЦТ (см. Унификация и модульность телевизионных приёмников)